# ジェイムスのやるときはやるJ!
ジェイムスのやるときはやるJ!（ジェイムスのやるときはやるジェイ）は、東海ラジオ放送で土曜日に放送されていたラジオ番組である。パーソナリティは東海地方を中心に活躍しているジェイムス・ヘイブンス。2014年9月20日放送終了。
2014年9月で、番組開始4年半を迎えた。また、同年4月から番組名に、「ザ・CELEBRATION」が追加された。

## 内容
東海地方のFMラジオ局ZIP-FMの人気ミュージックナビゲーターのジェイムスの冠番組。番組開始当初は、在名ラジオ局ではZIP-FMでしか番組がなかったため、局の枠を超えた番組が話題となった。初回の放送では時報の後、電話の呼び出し音からスタート。ジェイムスが「ジェイムスのー!」と叫ぶと、電話の向こうのリスナーが「やるときはやるJ」と叫び、番組はスタート。この電話でのタイトルコールは、日曜日の放送だった時代にしばらく続いた。
この番組では、ZIP-FMのジェイムスの番組とは違ってコーナー数が少ないため、放送日の出来事や記念日の紹介、一週間の出来事に関するテーマのアシスタントとの一対一トーク、放送日に関係するアーティストの曲をオンエアする時間が大半。
東海地方のリカーショップ酒ゃビックの一社スポンサー。そのため、酒ゃビックの商品を紹介するコーナーがあるほか、番組内のコマーシャルは、ジェイムスが出演するコント仕立てのコマーシャルが放送されている。また、過去には東海地方の酒ゃビックを毎週一店舗ピックアップして、店長に話を伺う中継コーナーが存在した。
2010年11月 - 2011年3月にかけてはSKE48の帯番組『SKE48 1+1は2じゃないよ!』が20:30ごろから放送されていた。

## 出演者
当初はジェイムス・ヘイブンス一人だった（ジェイムスの番組は、基本的にアシスタントなし）。しかし、土曜日の夕方の放送になってからは、当時東海ラジオアナウンサーの山口由里がアシスタントについた。2014年からは東海ラジオ新人アナウンサーの井田勝也が担当するようになった。井田は、ガッツナイターがデーゲームを中継した場合、終了後に放送の『深谷里奈の年リク!』にイジられ隊員として引き続き出演する（スタジオが変わるため、番組終了直前に年リクの番宣をして、出て行く）。
商品紹介のコーナーでは、酒ゃビックのマスコットキャラクターの「ビッくん」が登場する（実際は担当者がボイスチェンジャーを通して話している）。

## 番組の流れ
番組がスタートすると、まずジングルの後、10分ほどジェイムスが一人でフリートークを行う。内容は一週間の出来事や、直前まで放送されていたガッツナイターの、ドラゴンズへの労いの言葉や喝など。また、ここで東海ラジオのアナウンサーや、人気パーソナリティが、飛び入り参加することもある。その後、東海ラジオアナウンサーの山口由里が、酒ゃビックの担当者と共にスタジオに入る。

## 放送時間
- 毎週土曜日18:00〜19:00

（中日ドラゴンズの試合が、デーゲームで、かつ15:00開始の場合は、14:00〜15:00になる場合がある。)
ガッツナイターの時間延長により放送時間が変わるが、スポンサーが付いていることから、原則的に後の番組を繰り下げて必ず1時間放送される。過去には大幅に延長され、20:00から放送されたこともある（この時は、後番組の年リクを休止した）。